# Phénytoïne
La phénytoïne est une molécule faisant partie du groupe des hydantoïnes, utilisée en pharmacie principalement comme antiépileptique.

## Indications
Agissant comme bloqueur des canaux sodiques, elle est efficace dans les crises d'épilepsie généralisées tonico-cloniques ou partielles. c'est l'un des antiépileptiques les plus prescrits, aux États-Unis, en milieu hospitalier.
Elle fait aussi partie des antiarythmiques de classe 1b aux côtés notamment de la lidocaïne et est, de façon moins connue, le médicament de choix de l'intoxication aux digitaliques type digoxine.

## Effets secondaires
Elle est responsable de beaucoup d'effets indésirables tels hypertrophie gingivale, anémie, neutropénie, thrombopénie, etc.
Les éruptions cutanées sont assez fréquentes (jusqu'à 6 % des cas). Elles sont peu graves mais il existe des cas exceptionnels de syndrome de Stevens-Johnson, avec un pronostic vital. Cette toxicité a une composante génétique : elle serait légèrement plus fréquente chez les patients porteurs du HLA-B*15:02 ou de certains variants du cytochrome CYP2C.
L'induction enzymatique des cytochromes P450, principalement 3A4, qu'elle provoque, est responsable de nombreuses interactions médicamenteuses comme l'inactivation des contraceptifs oraux lors d'un traitement concomitant.

## Divers
La phénytoïne fait partie de la liste des médicaments essentiels de l'Organisation mondiale de la santé (liste mise à jour en avril 2013).